# Filipe Moreira Lima
Filipe Moreira Lima (Serrinha, 20 de maio de 1880 — Rio de Janeiro, 4 de janeiro de 1960) foi um militar (general) e político brasileiro. Foi interventor federal no Ceará, de 5 de setembro de 1934 a 10 de maio de 1935.

## Biografia
Filho de Joaquim Moreira Lima e de Marcolina Etelvina Moreira Lima. Seu pai foi presidente do Superior Tribunal de Justiça da Paraíba.
Irmão do capitão Lourenço Moreira Lima, participante e responsável pelo registro histórico da Coluna Prestes, foi casado com Medeia Mendes de Morais, irmã do general Ângelo Mendes de Morais, ex-prefeito do Rio de Janeiro. Tiveram cinco filhos: Joaquim Antônio, Felipe, Fernando, Sílvia e Octávio Júlio Moreira Lima.
Em 1897, ingressou nas forças armadas e, em 1902, concluiu no Rio de Janeiro, o curso da Escola Militar do Realengo, como aspirante-a-oficial.
Em 1904, foi promovido a segundo-tenente.
Em 1905, serviu em Belém do Pará e, em 1906, no Amazonas em 1906, quando ainda se desenrolava a Questão do Acre, (demarcação de fronteiras entre o Brasil, a Bolívia e o Peru).
Mais tarde, foi transferido para o Rio de Janeiro e, em agosto de 1908, promovido a primeiro-tenente.
Depois, serviu no Rio Grande do Sul, Rio de Janeiro, São Paulo e Santa Catarina.
Em fevereiro de 1918 recebeu a patente de capitão, tendo servido no Ceará (1918) e, depois, no Rio de Janeiro (entre 1919 e 1921).
Comandava o 2º Grupo de Artilharia a Cavalo em Alegrete (Rio Grande do Sul) quando eclodiu a Revolta do Forte de Copacabana, no dia no 05 de julho de 1922. Suspeito de estar articulado com os rebeldes, foi destituído do comando e passou uma semana preso, tendo reassumido o posto depois de libertado.
Como comandante da Bateria de Costa, no Estado de São Paulo, participou da conspiração preparatória da Revolta Paulista de 1924 de 05 de Julho de 1924. Embora não tivesse tomado parte em ações armadas, foi novamente detido e levado para o Presídio da Ilha Grande, no Estado do Rio de Janeiro, onde passou três anos. Apesar de preso, em 1925 foi promovido a major por antiguidade.
Em 1927, foi libertado e, em 1929, recebeu a patente de tenente-coronel, também por antiguidade.
No início de outubro de 1930, quando se processava a campanha armada da revolução que depôs Washington Luís, foi detido mais uma vez, por haver participado de uma reunião no Clube Militar, tendo permanecido 15 dias na prisão.
Com a vitória do movimento revolucionário, no dia 24 de outubro de 1930, foi reintegrado em suas funções militares no dia seguinte, tendo ido servir no 1º Regimento de Artilharia Montada, no Rio de Janeiro.
Presidiu a Legião Cívica 5 de Julho, fundada em julho de 1931, uma das várias associações surgidas no início da década de 1930 em defesa dos ideais tenentistas. Integrou também o Clube 3 de Outubro, a principal dessas agremiações.
Em agosto de 1931, foi promovido a coronel, com essa patente combateu a Revolução Constitucionalista de 1932, no posto de comandante-geral da artilharia do Exército do Leste.
No final de novembro de 1932, presidiu no Rio de Janeiro o I Congresso Nacional Revolucionário, promovido pela Legião Cívica 5 de Julho.
Nesse congresso, foi fundado o Partido Socialista Brasileiro (1932-1937), do qual fez parte da primeira comissão executiva.

## Carreira Política
Em 1934, Moreira Lima foi convidado por Juarez Távora para assumir a interventoria no Ceará em substituição a Roberto Carneiro de Mendonça, com a finalidade de presidir as eleições parlamentares federais e estaduais marcadas para outubro. Nomeado em 28 de agosto de 1934, deixou o cargo em 11 de maio de 1935.
A administração de Filipe Moreira Lima no Ceará deixou no estado um grande saldo financeiro. Além disso, e apesar da curta duração do seu governo, o interventor promoveu a construção de estradas de rodagem, de edifícios escolares e da primeira rede elétrica do Ceará, tendo ainda criado no estado a Faculdade de Agronomia.
Em 1935, após deixar a interventoria, esteve consideravelmente próximo da Aliança Nacional Libertadora (ANL), embora não tenha sido membro da organização. Propôs trocar o nome da ANL para Frente Popular Democrática, cujo programa, em sua opinião, deveria incluir o estabelecimento de um governo popular revolucionário, apoiado nas forças armadas e nas massas populares, e a restauração das liberdades democráticas. Sugeriu ainda, entre outras medidas, que esse governo optasse pela federação ou confederação dos estados, os quais deveriam ser reunidos no que denominou União das Repúblicas Socialistas Brasileiras.

## Prisão
Embora não tenha participado da insurreição armada de 1935, foi chamado para depor na polícia do Distrito Federal e, pouco tempo depois, para comparecer ao Ministério da Guerra. Preferiu fugir, morando algum tempo no Rio de Janeiro e, mais tarde, na Bahia. Tendo continuado a trabalhar ao lado dos comunistas, em inquérito policial foi identificado sob o pseudônimo de Felizardo.
Em abril de 1936, foi detido na Bahia e enviado para o Rio de Janeiro. Passou um ano na prisão e teve sua patente militar cassada. Posteriormente, o Supremo Tribunal Federal (STF) declarou insubsistente essa cassação.
Em 1945, com a reorganização partidária promovida na fase final do Estado Novo, fez parte da comissão executiva nacional da União Democrática Nacional (UDN).
Em 1946, foi reintegrado no Exército, no posto de general.
Em agosto de 1947, participou da fundação do Partido Socialista Brasileiro (1947).

## Morte
Morreu no Rio de Janeiro em 4 de outubro de 1960.

## Vida Pessoal
Foi casado com Medéia de Morais Moreira Lima..